# Конфірмат

Креслення меблевої стяжки «Конфірмат»
d — зовнішній діаметр різьби
L — довжина
D — діаметр голівки

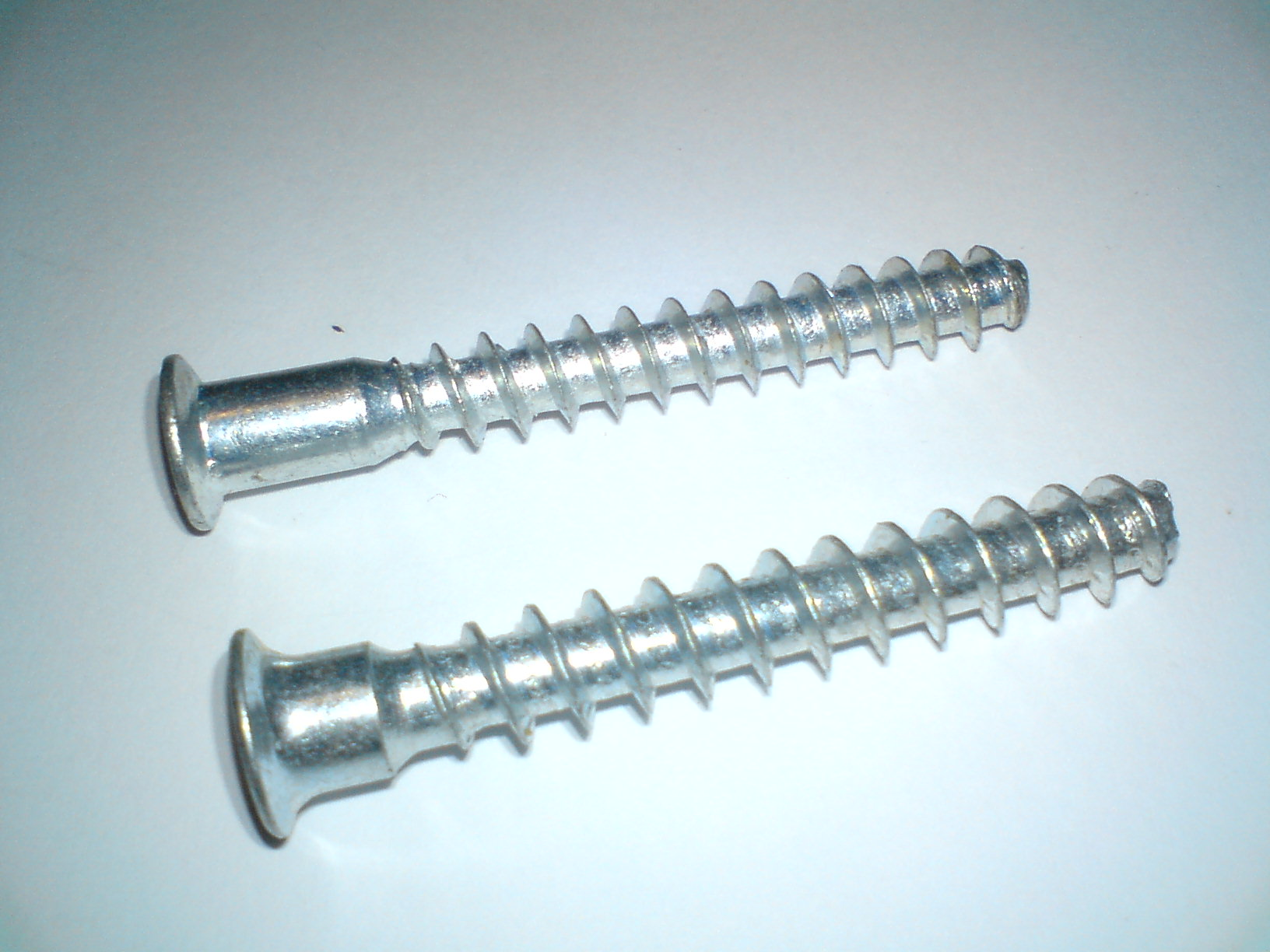
Кофірмати

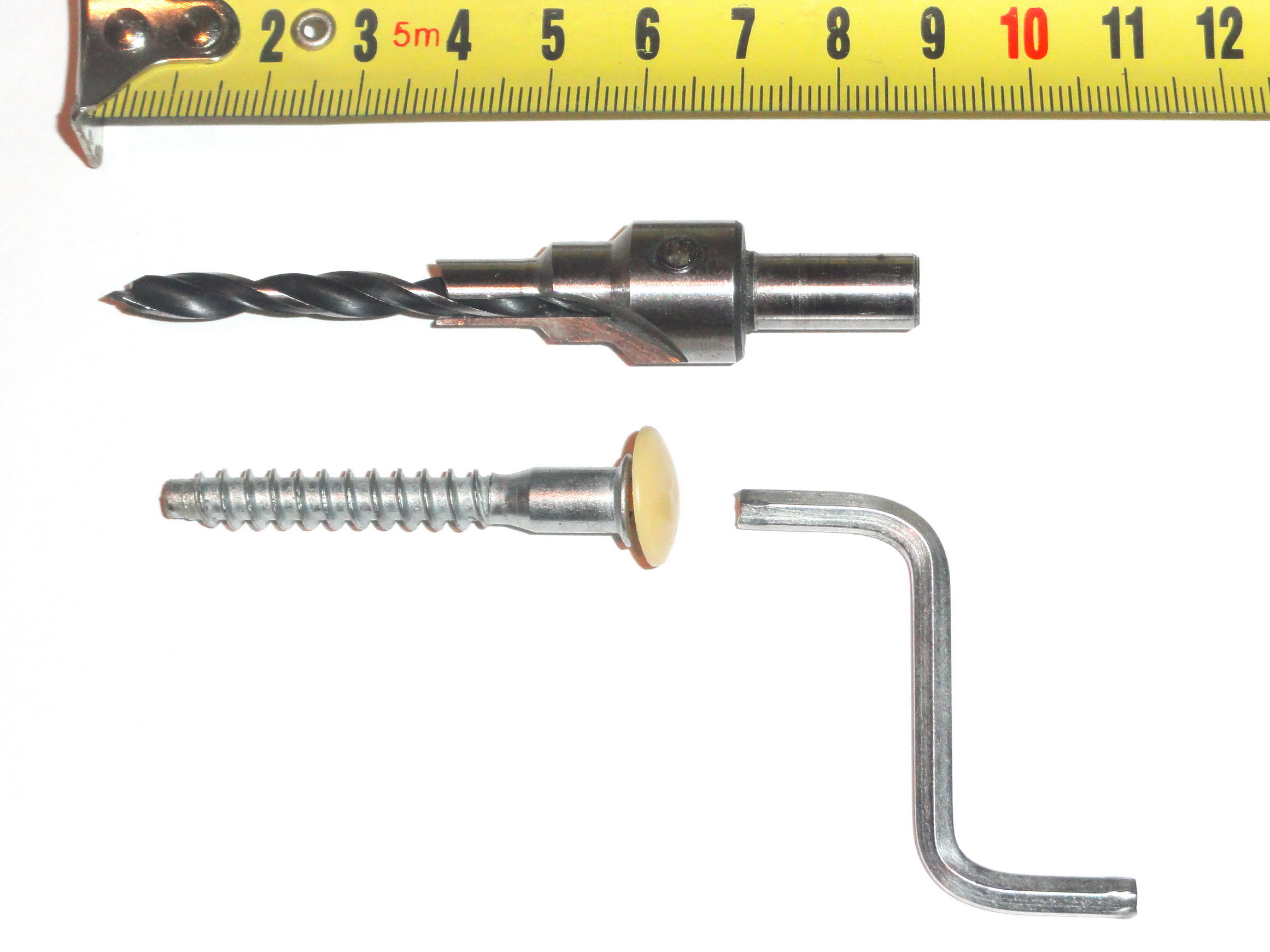
Комбіноване свердло, конфірмат з накладкою та ключ

Конфірмат («шурупна стяжка») — спеціальний шуруп для стяжки для з'єднання деталей з деревини: ДСП, ОСБ, фанери тощо. Використовується при виготовленні меблів, столярно-будівельних та інших виробів.
За своєю конструкцією конфірмат є комбінацією шурупа з потайною головкою та шканта з тупим кінцем. Головка конфірмата виконується під шестигранний внутрішній ключ (рідко — під викрутку). Поширені діаметр шкантової частини конфірмата — 7 мм, тіла нарізної частини — 5 мм; довжина — 50-70 мм.
Для установки конфірмата необхідні два свердління різних діаметрів (можуть бути виконані спеціальним комбінованим свердлом в один прийом). При свердленні бажано використовувати кондуктор. У твердому матеріалі під головку конфірмата виконують зенкування.
Після монтажа головка конфірмата може бути закрита спеціальною пластмасовою накладкою-кришечкою (відповідного кольору поверхні матеріалу), яка утримується в заглибленні для ключа.